# Канзас (Охајо)
Канзас (енгл. Kansas) насељено је место без административног статуса у америчкој савезној држави Охајо.

## Демографија
По попису из 2010. године број становника је 179.
| Група             | 2000.    | 2010.       |
| Белци             | 0 (0,0%) | 171 (95,5%) |
| Афроамериканци    | 0 (0,0%) | 0 (0,0%)    |
| Азијати           | 0 (0,0%) | 0 (0,0%)    |
| Хиспаноамериканци | 0 (0,0%) | 8 (4,5%)    |
| Укупно            | 0        | 179         |